# Masluva
Masluva – wieś w Estonii, w prowincji Võru, w gminie Setomaa.
Przed reformą administracyjną gmin estońskich w 2017 roku wieś należała do gminy Meremäe.